# Francesco Morini
Francesco Morini (San Giuliano Terme, Provincia de Pisa, Italia, 12 de agosto de 1944-31 de agosto de 2021) fue un futbolista italiano. Se desempeñaba en la posición de defensa.

## Selección nacional
Fue internacional con la selección de fútbol de Italia en 11 ocasiones. Debutó el 25 de febrero de 1973 en un encuentro ante la selección de Turquía, que finalizó con marcador de 1-0 a favor de los italianos.

### Participaciones en Copas del Mundo
| Mundial                        | Sede                | Resultado    |
| ------------------------------ | ------------------- | ------------ |
| Copa Mundial de Fútbol de 1974 | Alemania Occidental | Primera fase |

## Clubes
| Club             | País   | Año       |
| ---------------- | ------ | --------- |
| U. C. Sampdoria  | Italia | 1963-1969 |
| Juventus F. C.   | Italia | 1969-1980 |
| Toronto Blizzard | Canadá | 1980      |

## Palmarés

### Títulos nacionales
| Título      | Equipo          | País   | Año     |
| ----------- | --------------- | ------ | ------- |
| Serie B     | U. C. Sampdoria | Italia | 1966-67 |
| Serie A     | Juventus F. C.  | Italia | 1971-72 |
| Serie A     | Juventus F. C.  | Italia | 1972-73 |
| Serie A     | Juventus F. C.  | Italia | 1974-75 |
| Serie A     | Juventus F. C.  | Italia | 1976-77 |
| Serie A     | Juventus F. C.  | Italia | 1977-78 |
| Copa Italia | Juventus F. C.  | Italia | 1978-79 |

### Títulos internacionales
| Título          | Equipo         | País   | Año     |
| --------------- | -------------- | ------ | ------- |
| Copa de la UEFA | Juventus F. C. | Italia | 1976-77 |